# Wetrinci
Wetrinci (bułg. Ветринци) – wieś w Bułgarii, w obwodzie Wielkie Tyrnowo, w gminie Wielkie Tyrnowo. W 2024 roku liczyła 121 mieszkańców.